# Mighty Morphin Alien Rangers
Mighty Morphin Alien Rangers (spesso abbreviata in MMAR o chiamata semplicemente Alien Rangers) è una miniserie televisiva facente parte del franchise Power Rangers, integrante di Mighty Morphin Power Rangers e più precisamente della terza parte di quest'ultima e prima di Power Rangers Zeo.
Come nella terza stagione dei Power Rangers, questa usò spezzoni e mostri della diciottesima serie giapponese Super sentai, Ninja Sentai Kakuranger.

## Trama
Quando Master Vile (il padre di Rita) trasformò i Rangers originali in bambini senza poteri, Zordon chiese l'aiuto degli Alien Rangers di Aquitar, che sono composti da: 
- Delphine, la leader (White Aquitar Ranger)
- Aurico, il comandante in campo (Red Aquitar Ranger)
- Cestro, l'esperto di tecnologia (Blue Aquitar Ranger)
- Corcus (Black Aquitar Ranger)
- Tideus (Yellow Aquitar Ranger)

Mentre sono sulla Terra, gli Alien Rangers soffrono costantemente di disidratazione, causata dalla mancanza di una sorgente di acqua pura che si trova solo su Aquitar. Gli Alien Rangers contrastarono con successo le forze nemiche fino a che i Rangers riuscirono a trovare un modo per ripristinare i propri poteri, così da permettere agli Alien Rangers di tornare sul loro pianeta natale.
Gli Alien Rangers ritornarono successivamente sulla Terra quando Billy si ammalò gravemente e cominciò a invecchiare rapidamente. Mentre erano sulla Terra aiutarono gli Zeo Rangers a combattere i mostri di Lord Zedd e quindi del Machine Empire. In seguito ritornarono sul loro pianeta di origine portando Billy con sé, siccome Aquitar era l'unico luogo dove le sue condizioni sarebbero potute migliorare.
Prima di poter riunire lo Zeo Crystal e ripristinare il flusso del tempo, Goldar e Rito Revolto assediano il Centro di Comando e lo distruggono rubando il cristallo.

## Personaggi e interpreti

### Rangers
- Delfina, interpretata da Rajia Baroudi e doppiata da Maddalena Vadacca.
È la White Aquitar Ranger, leader dei Mighty Morphin Alien Rangers chiamati da Zordon per aiutarlo quando i Rangers terrestri sono trasformati in bambini. È la prima leader donna. Il suo simbolo è la freccia (rivolta a sinistra sul retro del suo elmetto, e in basso sul suo visore). Pilota il White Battleborg e il White ShogunZord. Ha un'enorme resistenza e può sopravvivere per molto più tempo degli altri Alien Rangers fuori dall'acqua.
- Corcus, interpretato da Alan Palmer e doppiato da Alberto Olivero.
È il Black Aquitar Ranger, il membro più pacato del team, spesso lasciato in secondo piano, ma che combatte con estrema efficacia contro i suoi nemici. Il suo simbolo è il pentagono. Controlla il Black BattleBorg e il Black ShogunZord.
- Cestro, interpretato da Karim Prince e doppiato da Flavio Arras.
È il Blue Aquitar Ranger, l'esperto di tecnologia, creatore di armi e accessori che salvano gli Alien Rangers da molte situazioni. È pilota del Blue Battleborg e del Blu ShogunZord. Il suo simbolo è il quadrato, mentre il suo attacco speciale la Cascata di Aquitar.
- Tideus, interpretato da Jim Gray e doppiato da Pino Pirovano.
È lo Yellow Aquitar Ranger, molto forte e individualista. È il primo Yellow Ranger maschio (cosa comune nei Sentai, ma meno nelle controparti americane fino a Ninja Storm). Pilota lo Yellow BattleBorg e lo Yellow ShogunZord. Il suo simbolo è il triangolo e può colpire i nemici con raggi triangolari creati usando la sua spada.
- Aurico, interpretato da David Bacon e doppiato da Giuseppe Calvetti.
È il Red Aquitar Ranger, il comandante in campo. Il suo simbolo è il cerchio ed utilizza tecniche ninja per disorientare i nemici trasportandosi da un punto all'altro. Pilota il Red Battleborg e nella sua esperienza sulla Terra il Red ShogunZord. Si unirà poi ad altri nove Red Rangers per combattere l'impero delle macchine sulla luna (in Power Rangers Wild Force). In questo caso apparirà solamente nelle vesti di Red Ranger, non venendo mai mostrato smascherato.

## Episodi
| nº | Titolo originale                  | Titolo italiano                         | Prima TV USA     | Prima TV Italia |
| -- | --------------------------------- | --------------------------------------- | ---------------- | --------------- |
| 1  | Alien Rangers of Aquitar: Part I  | Gli Alien Rangers di Aquitar (1ª parte) | 5 febbraio 1996  |                 |
| 2  | Alien Rangers of Aquitar: Part II | Gli Alien Rangers di Aquitar (2ª parte) | 6 febbraio 1996  |                 |
| 3  | Climb Every Fountain              | Medaglia al valore                      | 7 febbraio 1996  |                 |
| 4  | The Alien Trap                    | Trappola per alieni                     | 8 febbraio 1996  |                 |
| 5  | Attack of the 60' Bulk            | Un mostro monello                       | 10 febbraio 1996 |                 |
| 6  | Water You Thinking?               | Il cristallo nel vulcano                | 12 febbraio 1996 |                 |
| 7  | Along Came a Spider               | Ragno in agguato                        | 13 febbraio 1996 |                 |
| 8  | Sowing the Seas of Evil           | Una nuova minaccia                      | 14 febbraio 1996 |                 |
| 9  | Hogday Afternoon: Part I          | Sete mostruosa (1ª Parte)               | 15 febbraio 1996 |                 |
| 10 | Hogday Afternoon: Part II         | Sete mostruosa (2ª Parte)               | 17 febbraio 1996 |                 |

## Gli Alien Rangers di Aquitar (1ª parte)
- Titolo originale: Alien Rangers of Aquitar: Part I
- Diretto da: Vickie Bronaugh
- Scritto da: Shell Danielson, Shuki Levy

### Trama
A causa di Lord Zedd, che ha trasformato i Rangers originali in bambini, Zordon chiede aiuto a cinque Rangers provenienti dal pianeta alieno Aquitar.

## Gli Alien Rangers di Aquitar (2ª parte)
- Titolo originale: Alien Rangers of Aquitar: Part II
- Diretto da: Vickie Bronaugh
- Scritto da: Shell Danielson, Shuki Levy

### Trama
Alpha riesce a smantellare la bomba che Rito e Goldar hanno creato per far saltare in aria il Centro di Comando. I giovani Rangers salutano i loro alleati Alien Rangers prima di combattere contro un esercito di mostri.

## Medaglia al valore
- Titolo originale: Climb Every Fountain
- Diretto da: Larry Litton
- Scritto da: Douglas Sloan

### Trama
Il giovane Billy e gli Alien Rangers lavorano insieme. Nel frattempo, Zedd e Rita pensano a un modo per sconfiggere i Rangers. Poi, Rito decide di prendere un autobus nel tentativo di prendere le loro Ninja Power Coins. Intanto, improvvisamente, gli Alien Rangers cominciano a sentirsi male per la mancanza di acqua, elemento fondamentale affinché sopravvivano.

## Trappola per alieni
- Titolo originale: The Alien Trap
- Diretto da: Larry Litton
- Scritto da: Stewart St. John

### Trama
I giovani Rangers lavorano su un nuovo dispositivo che aiuterà gli Alien Rangers a riprendersi. Improvvisamente appaiono Rito e Goldar e gli Alien Rangers riescono a trasformarsi e difendono i loro giovani amici.

## Un mostro monello
- Titolo originale: Attack of the 60' Bulk
- Diretto da: Paul Schrier
- Scritto da: Gilles Wheeler

### Trama
I nostri giovani eroi ricevono buone notizie sugli Alien Rangers. Nel frattempo Lord Zedd e Rita Repulsa inventano un piano per trasformare il bullo Bulk in un mostro. Rito e Goldar raggiungono la parte sotterranea del Centro Comando.

## Il cristallo nel vulcano
- Titolo originale: Water You Thinking?
- Diretto da: Paul Schrier
- Scritto da: Jackie Marchand

### Trama
I Rangers iniziano la loro ricerca per trovare i pezzi spezzati del Cristallo Zeo ma, all'inizio del loro viaggio, Cestro inizia a disidratarsi. Rita e Zedd cercano di mantenere gli Alien Rangers indeboliti. Nel frattempo, Rocky cerca un frammento di Cristallo Zeo all'interno di un vulcano in Messico. Rito e Goldar si perdono nel livello sotterraneo del Centro di Comando.

## Ragno in agguato
- Titolo originale: Along Came a Spider
- Diretto da: Robert Radler
- Scritto da: Charlotte Fullerton, Steven Melching

### Trama
Mentre Billy ricerca alcuni pezzi di ricambio da utilizzare con il Cristallo Zeo, il giovane Adam arriva in Corea per iniziare la sua ricerca. Nel frattempo, Rita e Lord Zedd creano un ragno fastidioso nel tentativo di rallentare i progressi dei Rangers.

## Una nuova minaccia
- Titolo originale: Sowing the Seas of Evil
- Diretto da: Robert Radler
- Scritto da: Stewart St. John

### Trama
Mentre i giovani Tommy e Katherine iniziano le loro missioni, Billy e gli Alien Rangers scoprono il piano di Rita e Zedd per portare un nuovo pericolo verso la Terra: l'Hydro Hog. Per impedire l'arrivo di Hydro Hog sulla Terra, Billy lavora con Alpha per creare un dispositivo al fine di fermare Zedd. Rito e Goldar sono ancora smarriti e discutono su chi deve tenere il dispositivo di implosione che Zedd ha dato loro per far saltare in aria il Centro di Comando.

## Sete mostruosa (1ª Parte)
- Titolo originale: Hogday Afternoon: Part I
- Diretto da: Isaac Florentine
- Scritto da: Shell Danielson, Shuki Levy

### Trama
La ricerca di Aisha inizia in Africa. Nel frattempo, Lord Zedd cerca il Cristallo Zeo; inoltre richiama Hydro Hog per catturare i Rangers. Rito e Goldar trovano finalmente la base sotterranea, ma attivano accidentalmente il dispositivo di autodistruzione.

## Sete mostruosa (2ª Parte)
- Titolo originale: Hogday Afternoon: Part II
- Diretto da: Isaac Florentine
- Scritto da: Shell Danielson, Shuki Levy

### Trama
La ricerca di Aisha finisce, ma lei vuole rimanere in Africa per aiutare gli animali malati, perciò manda una ragazza chiamata Tanya al suo posto con il pezzo finale del Cristallo Zeo. Gli Alien Rangers sconfiggono l'Hydro Hog, la Terra viene ruotata in avanti nel tempo e tutti i danni causati dal Globo del Destino di Master Vile vengono cancellati. Il pianeta è ora avanti nel tempo e Tanya e tutti i Power Rangers tornano alla loro età originale. Per quanto riguarda Aisha, lei stessa è adesso un'adolescente e sta vivendo in Africa; Rito e Goldar rubano il Cristallo Zeo e il Centro Comando esplode a causa del dispositivo piazzato dai due.